# Casioso y Achú
Casioso y Achú (Breezly and Sneezly en inglés) es una serie animada creada por Hanna-Barbera y emitida originalmente en El Show de Pepe Pótamo, conjuntamente con Viva, Bravo y Hurra y Pepe Pótamo y So-So.
De 1964 a 1967, se produjeron 23 episodios, 14 de los cuales fueron emitidos con Peter Potamus and his Magic Flying Balloon. Los nueve restantes fueron emitidos con El Show de Maguila Gorila.

## Argumento
Casioso y Achú son un oso polar y una foca verde que viven en un iglú en el congelado Estado de Alaska. Mientras que Achú se caracteriza por tener un constante resfriado potenciado por estornudos tan fuertes como ventarrones, Casioso es un inconforme con la vida monótona de Alaska y con más de un recurso "a veces efectivo", se cuela en el Campamento Militar Fuzzby para hacerse un rato ameno con comida, cine y demás cosas, a la vez que debe para lograrlo, evadir los constantes acechos del remilgoso y temperamental Coronel Fuzzby, quien no permite el uso de nada en su campamento si no es para estricto uso militar.

## Lista de episodios
- 1 - No Place Like Nome
- 2 - All Riot On The Northern Front
- 3 - Missile Fizzle
- 4 - Mass Masquerade
- 5 - Furry Furlough
- 6 - Bruin Ruin
- 7 - Freezing Fleas
- 8 - Stars And Gripes
- 9 - Armoured Amour
- 10 - As The Snow Flies
- 11 - Snow Biz
- 12 - Unseen Trouble
- 13 - Nervous In The Service
- 14 - Birthday Bonanza
- 15 - Wacky Waikiki
- 16 - General Nuisance
- 17 - Rookie Wrecker
- 18 - Noodnick Of The North
- 19 - The Fastest Bear In The North
- 20 - Snow Time Show Time
- 21 - Goat A-Go-Go
- 22 - Spy In The Ointment
- 23 - All Ill Wind

## Otras apariciones

### Televisión
- El Laboratorio de Dexter (TV de 1996): Casioso y Achú hacen cameos como robots en el Episodio Chubby Chesses.
- Harvey Birdman, el Abogado (TV de 2000): Casioso hace un cameo en el episodio "Juror in Court".

### Cómics
- Hanna-Barbera Cartoons #1 - HC (Warner Brothers - 1999)